# Unterweysund der Messung
Књигу Unterweysund der Messung је написао Албрехт Дирер и у њој је изложио теоријску основу перспективних конструкција које је развио и примењивао у својим дрворезима. Књига је први пут објављена 1525. године.
Ренесансни уметници су желели да на својим делима прикажу аутентичан утисак тродимензионалности простора и, као резултат те жеље, су развили перспективне конструкције. Математичка анализа проблема перспективе којом су се бавили уметници, Дирерови савременици, је касније била важна као основа рада математичара Дезарга (Girard Desargues) који је поставио аксиому да се паралелне праве секу у бесконачности. Дезарг се сматра једним од оснивача пројективне геометрије.
Значајно за развој перспективе је била промена угла посматрања проблема. До Дирера и његових савременика је проблем био сконцентрисан на објекат које једно лице (уметник) посматра. Дирер и други уметници тог времена уводе друго лица које целу ситуацију објективно посматра са стране. Ово је забележено на неким од Дирерових дрвореза који приказују справе које је конструисао да би се омогућило уметницима лакше и прецизније цртање предмета и људи у перспективи. На овим дрворезима се виде сви елементи централне пројекције. 